# Verwaltungsgemeinschaft Großlangheim
In der Verwaltungsgemeinschaft Großlangheim im unterfränkischen Landkreis Kitzingen haben sich folgende Gemeinden zur Erledigung ihrer Verwaltungsgeschäfte zusammengeschlossen:
1. Großlangheim, Markt, 1569 Einwohner, 14,77 km²
2. Kleinlangheim, Markt, 1645 Einwohner, 19,09 km²
3. Wiesenbronn, 1095 Einwohner, 10,57 km²

Sitz der 1978 gegründeten Verwaltungsgemeinschaft ist Großlangheim.